# BBB (casa discografica)
La BBB è stata una casa discografica italiana, attiva negli anni settanta.

## Storia della BBB
L'etichetta, il cui nome completo è Beautiful Black Butterfly Record,  viene fondata a Napoli da Antonio Taccogna, un produttore discografico napoletano che aveva lavorato nel decennio precedente per l'RCA Italiana, seguendo tra gli altri The Showmen.
Il logo della casa discografica è costituito da una farfalla nera; la distribuzione è curata dall'RCA Italiana.
Tra gli artisti che incisero per la BBB vi furono gli Showmen 2 e Mario Musella (provenienti dal gruppo citato), Nino Soprano, Evy, il musicista italofrancese Albert Verrecchia, il cantante e attore Armando Marra e Sammy Barbot.
Tra i concorsi musicali a cui la casa discografica partecipò è da ricordare Un disco per l'estate 1972, in cui Mario Musella presentò Io l'amo di più.
All'inizio degli anni '80 l'etichetta chiuse l'attività.

## Dischi
La datazione qui riportata si basa sull'etichetta del disco o sulla copertina; qualora nessuno di questi elementi abbia una datazione, è basata sulla numerazione del catalogo; talora è, infine, basata sul codice della matrice di stampa. Se esistenti, sono riportati, oltre all'anno, il mese e il giorno (quest'ultimo dato si trova, a volte, stampato sul vinile).
Il numero di catalogo dell'etichetta ha avuto, per un certo periodo, una lettera come riferimento all'anno di pubblicazione. Per esempio, i 33 giri del 1972 avevano, come numero di catalogo BSLA, quelli del 1973 BSLB e così via; stesso criterio per i 45 giri (BSA, BSB, BSC, eccetera).

### 33 giri
| Numero di catalogo | Anno | Interprete                                                                             | Titoli                                                      |
| ------------------ | ---- | -------------------------------------------------------------------------------------- | ----------------------------------------------------------- |
| NL SH 0001         | 1972 | Showmen 2                                                                              | Showmen 2                                                   |
| BSLA 0002          | 1972 | Armando Piazza                                                                         | Suàn                                                        |
| BCLB 0003          | 1973 | Albert Verrecchia                                                                      | Tecnica di un amore                                         |
| BSLB 0004          | 1973 | Louis Le Grand                                                                         | Louis Le Grand e la nuova fisarmonica elettronica           |
| BSLB 0005          | 1973 | Nino Soprano                                                                           | Isabella                                                    |
| BSLB 0006          | 1973 | Mario degli Showmen                                                                    | Come pioveva                                                |
| BSLB 0007          | 1973 | Albert Verrecchia                                                                      | Tecnica di un amore (parte 1)/Tecnica di un amore (parte 2) |
| BSLB 0008          | 1973 | Renato Simpatia                                                                        | Quanno ammore vò filà                                       |
| BSLB 0009          | 1973 | Sammy Barbot                                                                           | Un testo, una musica                                        |
| BSLB 0011          | 1973 | Armando Piazza                                                                         | Naus (ars mensuralis)                                       |
| BSLB 0014          | 1973 | Mario degli Showmen, Antonello Rondi, La Nuova Generazione, Mario Centomani, i Milords | Parade Number One                                           |
| BSLB 0020          | 1974 | Lo Calascione                                                                          | Lo Calascione                                               |
| BSLB 0023          | 1974 | Enzo Martino                                                                           | La nova gelosia                                             |
| ZNLBB 34098        | 1980 | Antonello Rondi                                                                        | Una voce per Napoli                                         |
| ZNLBB 34100        | 1980 | Antonello Rondi                                                                        | Antonello Rondi                                             |
| ZNLBB 34105        | 1980 | Armando Marra                                                                          | Portame a casa mia                                          |
| ZNLBB 34112        | 1980 | The Showmen                                                                            | The Showmen                                                 |

### 45 giri
| Numero di catalogo | Anno | Interprete          | Titoli                                |
| ------------------ | ---- | ------------------- | ------------------------------------- |
| M.M. 0001          | 1972 | Mario Musella       | Io l'amo di più/Storia d'amore        |
| BSA 0004           | 1972 | Tribù Bantù         | Free Africa/Elephants In Love         |
| BSB 0005           | 1973 | Showmen 2           | Abbasso lo zio Tom/Amore che fu       |
| BSB 0006           | 1973 | Mario degli Showmen | Come pioveva/La notte sogno ancora te |
| BSB 0008           | 1973 | Evy                 | Let's Rock and Roll/That's No Lie     |
| BSB 0009           | 1973 | I Milords           | Anni lontani/Solo vento, solo sabbia  |
| BSB 0010           | 1973 | Montanari Band      | Zoo Sound/Frogs In Love               |
| BSB 0011           | 1973 | Marinho Soarez      | Gocce di sole/Sorongo                 |
| BSC 998            | 1974 | Mario degli Showmen | Primavera/verso le nove di sera       |